# Lutkarsko pozorište „Plava laguna”
Lutkarsko pozorište „Plava laguna” je bilo prvo crnogorsko pozorište specijalizovano za lutkarstvo. Postojalo je od 1994. do 1996. godine. Osnovali su ga u jesen 1994. godine Tomislav Brković i Dragana Kršenković Brković.
Lutkarska radionica „Plave lagune” je bila prvo mjesto u kome su pozorišne lutke pravljene u Crnoj Gori. Vajarka, scenografkinja i kostimografkinja, Ivanka Vana Prelević, dizajnirala je i napravila veliki broj različitih tipova pozorišnih lutaka za predstave „Plave lagune”, uključujući ginjole, velike ginjole, mapetovce, sicilijanke, javajke (lutke na štapu), kaširane lutke i maske.
„Plava laguna” je za dvije godine rada pripremila tri predstave.

## Predstave
- Kapetan Džon Piplfoks (1995)
- Iz Zmajeve riznice (1995)
- Skriveno blago malog trola (1996)